# Otto Schaedler
Otto Schaedler (* 9. Juni 1898 in Balzers; † 25. Dezember 1965 in Vaduz) war ein Liechtensteiner Landtagsabgeordneter und Arzt. Er war einer der Gründer des Liechtensteiner Heimatdienstes (kurz LHD) und nach der Fusion der LHD mit der  Christlich-sozialen Volkspartei (kurz VP) am 5. Januar 1936 zur Vaterländischen Union (kurz VU) deren Parteipräsident.

## Leben
Otto Schaedler war eines von 15 Kinder des Ehepaars Emilian Adolf Schaedler und Emerita Schaedler geborene Gstöhl. Die Familie hatte einen Bauernhof. Er besuchte die Schule in Balzers und von 1910 bis 1917 das Kollegium Maria-Hilf in Schwyz in der Schweiz. Von 1918 bis 1923 studierte er Medizin in München und Innsbruck. 1918 wurde er Mitglied der katholischen Studentenverbindung KDStV Aenania München im CV. Nach dem Studium eröffnete er eine eigene Praxis in Eschen, die er 1930 nach Vaduz verlegte. Am 27. Mai 1926 heiratete er Maria Rheinberger (* 10. Februar 1899; † 21. Juli 1993). Das Ehepaar hatte eine Tochter.

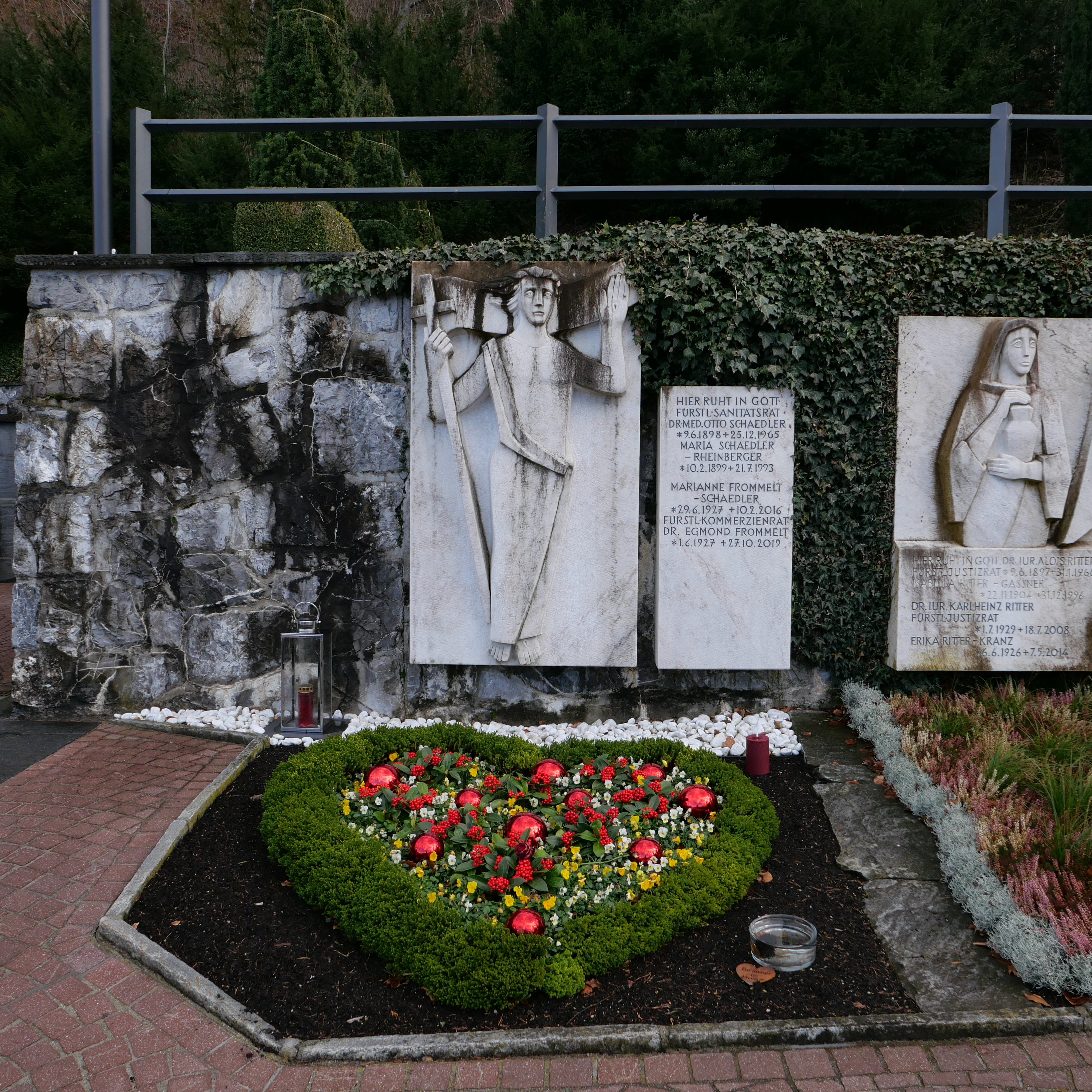
Das Grab von Schaedler und seiner Frau sowie von ihrer beider Tochter Marianne (1927–2017) und deren Mann Egmond Frommelt (1927–2019), einem Bankier und Politiker, auf dem Friedhof von Vaduz.

Am 30. September 1933 trafen sich 15 Männer abends in seiner Wohnung und gründeten den Liechtensteiner Heimatdienst. Die Männer wählten Eugen Schafhauser zum Präsidenten und Otto Schaedler zum Vize-Präsidenten. Auch beschlossen sie, eine Zeitung mit gleichem Namen herauszubringen. Als Schriftführer der neuen Zeitung bestimmten sie Carl von Vogelsang. Nachdem sich Eugen Schafhauser enttäuscht als Präsident nach kurzer Zeit zurückgezogen hatte, übernahm Otto Schaedler das Amt des Präsidenten. Nach der Fusion der LHD mit der VP zur Vaterländischen Union wurde Otto Schaedler deren Präsident und blieb es bis zu seinem Tod im Dezember 1965.
Von 1936 bis 1945 und von 1962 bis 1965 war Otto Schaedler Landtagsabgeordneter für die VU. Mehrmals war er Landtags-Vizepräsident. Auch war er Mitglied des Liechtensteiner Staatsgerichtshofs. Er war Mitglied der Sanitätskommission und Präsident des Liechtensteiner Ärztevereins. Daneben betrieb er weiterhin seine Praxis in Vaduz.
Otto Schaedler war in den 30er-Jahren bekennender Anhänger des Nationalsozialismus und glühender Antisemit. Er pflegte enge Kontakte zu Nationalsozialistischen Kreisen in Deutschland und Österreich. Er baute den LHD-Sturmtrupp auf, eine SA-ähnliche Parteimiliz. Zusammen mit dem Liechtensteiner Regierungschef Josef Hoop besuchte er im März 1939 Adolf Hitler in der Berliner neuen Reichskanzlei. Die 1938 nach dem Anschluss Österreichs gegründete Volksdeutsche Bewegung in Liechtenstein VDBL versuchte ihn als ihren Anführer zu gewinnen. Doch Otto Schaedler lehnte das Angebot ab und ging auf Distanz zur VDBL, die einen Anschluss von Liechtenstein an das Grossdeutsche Reich forderte.